# Marketing experiențial
Marketingul relațional a fost definit pentru prima dată ca o formă de marketing dezvoltată de campaniile de marketing cu răspuns direct care accentuează păstrarea și satisfacția clienților, mai degrabă decât concentrarea asupra tranzacțiilor de vânzare.
Marketingul relațiilor diferă de alte forme de marketing prin faptul că recunoaște valoarea pe termen lung a relațiilor cu clienții și extinde comunicarea dincolo de mesajele de publicitate intruziune și de mesaje promoționale de vânzări.
Odată cu dezvoltarea internetului și a platformelor mobile, relația de marketing a continuat să evolueze, tehnologia deschizând mai multe canale de comunicare și colaborare socială. Acestea includ instrumente de gestionare a relațiilor cu clienții, care depășesc datele demografice și de servicii pentru clienți. Marketingul  relațiilor se extinde pentru a include eforturile de marketing inbound (o combinație între optimizarea căutării și conținutul strategic), PR, social media și dezvoltarea aplicațiilor.
Marketingul experiențial stabilește conexiuni între consumatori și branduri, într-un mod memorabil și relevant la nivel personal.

## Ce este marketingul experiențial?
Scopul marketingului experiențial este acela de a depăși limitele stilului tradițional de promovare și vânzare de tip atribute-beneficii, acesta fiind adresat unui public larg ce include nu numai potențiali beneficiari, dar și persoane pe deplin neinteresate de acel brand. 
La polul opus, marketingul experiențial propune o combinație captivantă de informație,  divertisment și interactivitate la care oamenii aleg să participe, odată recunoscută relevanța brandului/ produsului vizavi de interesele lor.   
Experiențele de marketing gândite strategic pot avea ca rezultat direct creșterea vânzărilor (dar și a notorietății, prin word of mouth) și creșterea loialității, aceste lucruri neputând fi obținute prin intermediul publicității tradiționale - oricât de mult s-ar investi în aceasta.   
Prin urmare, marketingul experiențial a devenit principala unealtă de marketing pentru companiile și brandurile avangardiste, recunoașterea și succesul lui fiind în continuă creștere.